# Jean Dika Dika
Jean II Dika Dika est une ancienne legende camerounais évoluant au poste de défenseur central. Et ayant gagner la can 2001 

## Biographie
Il commence sa carrière professionnelle à l'âge de 18 ans à l'Atlético de Madrid. Il arrête sa carrière en 2006 à cause de plusieurs blessures au genou.

## Bilan de sa carrière professionnelle
Jean II Dika Dika commence sa carrière de footballeur professionnel à l'Atlético de Madrid, où il passe 3 saisons en jouant 110 matchs au total. Ensuite, une saison à Levante en Espagne où il joue 30 matchs. Il poursuit sa carrière en Espagne dans l'équipe de Getafe où il joue 36 matchs. Il rejoint l'équipe de l'União Lamas au Portugal où il joue 26 match. Il s'envole en Autriche pour jouer 32 matchs avec l'équipe LASK Linz et joue pour la dernière fois en Israël avec le F.C Ashdod pour jouer 30 matchs avant d'avoir plusieurs blessures au genoux.

## Palmarès
- Vainqueur de la Coupe d'Afrique des nations en 2002